# الضمانة (شيلر)

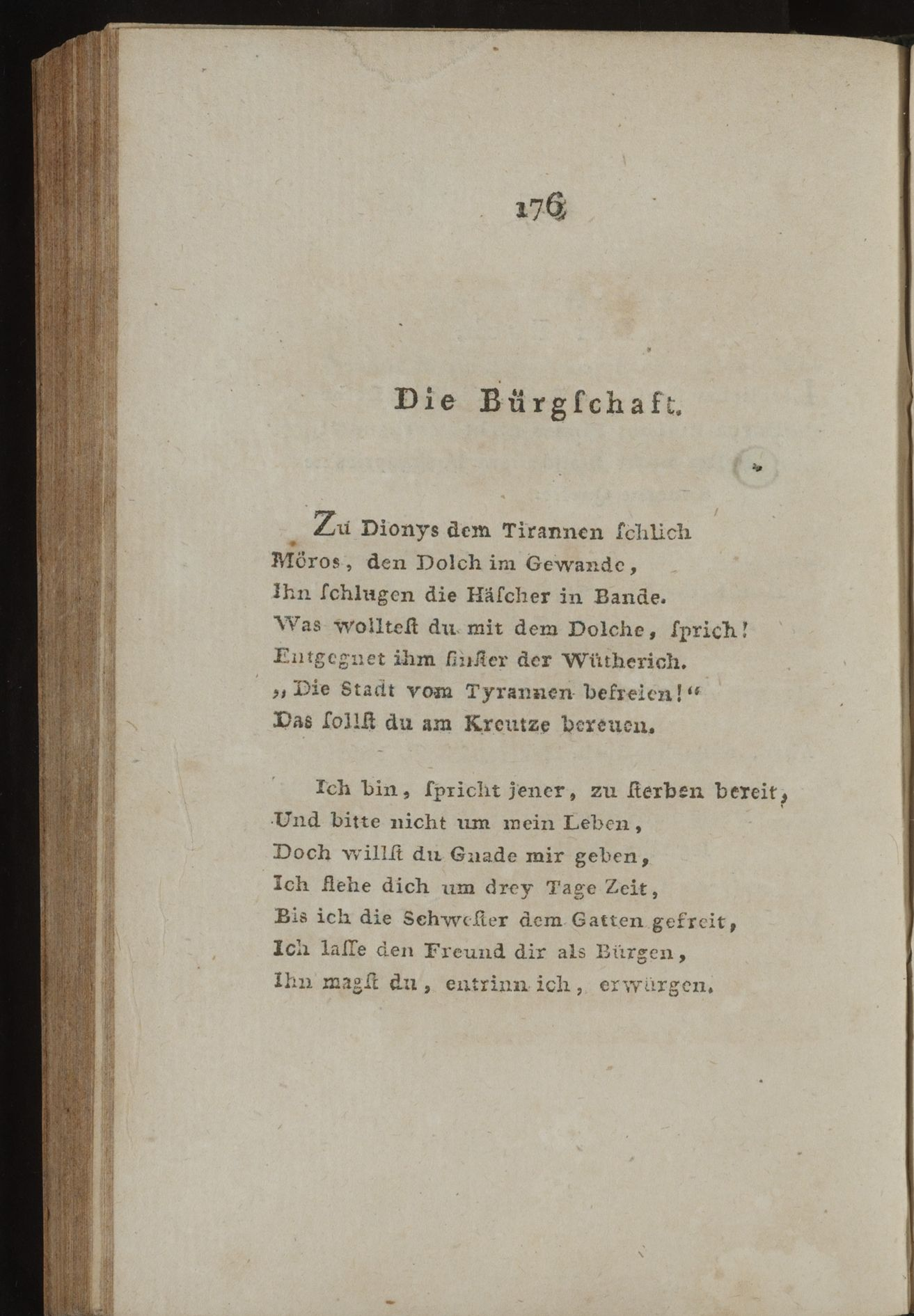
1799

الضمانة (بالألمانية: Die Bürgschaft) قصيدة بالاد من تأليف الشاعر الألماني فريدرش شيلر (1759-1805)، كتبت في عام 1798. استلهم شيلر فكرة القصيدة من "Gesta Romanorum" مجموعة من الحكايات اللاتينية جمعت في نهاية القرن الثالث عشر تقريباً أو بداية الرابع عشر. في النسخة الأصلية التي كتبت في عام 1798 ونشرت في 1799 الشخصية الرئيسية في القصيدة تدعى موريس (Moerus)، ثم في عام 1804 أعاد شيلر كتابة القصيدة وغير اسم الشخصية الرئيسية إلى ديمون (Damon). قام فرانز شوبرت بتحويل القصيدة إلى موسيقى مرتين: الأولى على شكل أغنية في عام 1815، وعلى شكل أوبرا في عام 1816، إلا أنه ترك العمل على الأوبرا في منتصف الفصل الثالث.

## وصلات خارجية
| - الضمانة، على كتب جوجل. - الضمانة، على أرشيف الإنترنت. - الضمانة، على الفهرس العالمي. | - الضمانة، على موقع أمازون. - الضمانة، على ويكي مصدر الألمانية. - الضمانة، على ويكي مصدر الإنجليزية. |  |